# Perfect Stranger
Perfect Stranger é um filme estadunidense de 2007 dirigido por James Foley.

## Sinopse
Quando a repórter investigativa Rowena Prince descobre o assassinato de sua melhor amiga, ela se disfarça de assistente do principal suspeito, Harrison Hill, para tentar colocá-lo atrás das grades.
Envolvidos em um perigoso jogo de sedução, Rowena e Hill descobrem que algumas pessoas fazem de tudo para proteger seus segredos, mesmo que isso signifique arriscar perder tudo.

## Elenco
- Halle Berry .... Rowena Price
- Giovanni Ribisi .... Miles Haley
- Bruce Willis .... Harrison Hill
- Paula Miranda .... Mia Hill
- Jason Antoon .... Bill Patel
- Daniella Van Grass .... Josie
- Jay Wilkison .... Jesse Drake
- Nicki Aycox .... Grace
- Maya N. Blake .... Rowena Price - jovem
- Nadine Jacobson .... Grace - jovem
- Deirdre Lorenz .... Veronica
- Alexandra Zhang .... Kendra
- Richard Portnow .... Arvis Narron
- Jane Bradbury .... Toni
- Jared Burke .... Keneth Phelps
- Gary Dourdan .... Cameron
- Tamara Feldman .... Bethany

## Recepção
No site agregador de críticas Rotten Tomatoes, 11% das 141 avaliações dos críticos são positivas. O consenso diz: "Apesar da presença de Halle Berry e Bruce Willis (...) é muito complicado para o trabalho e apresenta uma reviravolta final que é irritante e supérfluo. É um techno-suspense sem emoções".